# Arrondissement de la Grande Rivière du Nord
Arrondissement de la Grande Rivière du Nord är ett arrondissement i Haiti.   Det ligger i departementet Nord, i den norra delen av landet, 110 km norr om huvudstaden Port-au-Prince. Antalet invånare är 50 692. Arean är 205 kvadratkilometer.
Terrängen i Arrondissement de la Grande Rivière du Nord är kuperad.